# Divertisment (povestire)
„Divertisment” (în germană Eine Kreuzung, în traducere ad litteram „O încrucișare”) este o povestire scrisă de Franz Kafka în 1917 și publicată postum de Max Brod în volumul Beim Bau der Chinesischen Mauer (1931). Ea face parte din categoria poveștilor cu animale ale lui Kafka, care descriu transformări ireale. Este vorba aici de un animal straniu care este jumătate miel și jumătate pisică, având o natură duală ce îmbină trăsături contradictorii: blândețea mielului și rapacitatea felinei.
Această povestire a fost scrisă într-una dintre cele mai cunoscute faze de creativitate literară (decembrie 1916 - aprilie 1917) a lui Kafka în care autorul a locuit într-o casă de pe Alchimistengasse nr. 22 (actuala Zlatá ulička) din Praga, împreună cu sora lui, Ottla, și separat de părinții lui.

## Rezumat
Naratorul-personaj povestește cititorilor despre ciudatul animal pe care l-a moștenit de la tatăl său. Animalul, o încrucișare genetică apărută printr-o eroare biologică, este prin aspect și comportament jumătate miel și jumătate pisică. În aceeași ființă coexistă două trăsături contradictorii: blândețea mielului și rapacitatea felinei. În zilele de duminică, copiii din cartier îl pot vizita. Copiii au adus uneori cu ei pisici și miei, dar nu a existat nicio recunoaștere între acestea și animalul ciudat.
Mielul felin are o legătură apropiată cu stăpânul său și adesea îl însoțește pe drum ca un câine. Atunci când naratorul nu găsește niciun mijloc de a ieși din afacerile sale încâlcite, animalul pare să plângă împreună cu el. Câteodată își ține botul la urechea stăpânului, ca și cum ar vrea să-i spună ceva, și se uită întrebător la fața lui. Modul său de comportament seamănă mult cu cel al unei persoane pline de compasiune.
Dar animalul a moștenit, de asemenea, neliniștea ambelor rase, lăsând impresia că se simte „stingher în propria-i piele”. Naratorul se întreabă dacă pentru acest animal cuțitul măcelarului nu ar fi o eliberare sau o binefacere. Animalul pare uneori să-l implore cu o privire aproape omenească. Fiind însă o moștenire de familie, naratorul trebuie să-i refuze această eliberare. Mielul felin trebuie să moară singur atunci când îi va veni vremea.

## Scriere și publicare

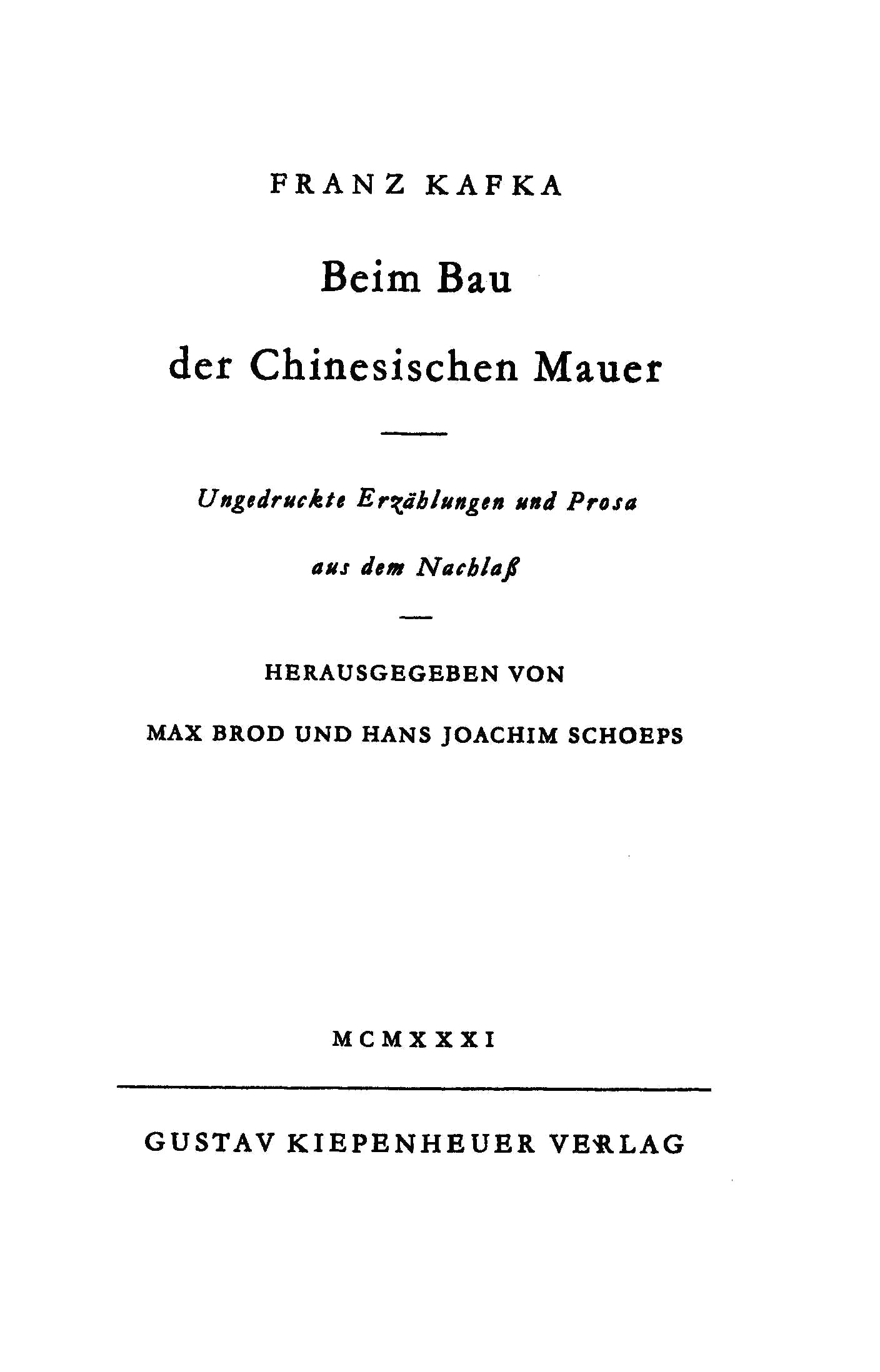
Prima pagină a volumului Beim Bau der Chinesischen Mauer (Gustav Kiepenheuer Verlag, Berlin, 1931).

Kafka s-a ocupat în mod repetat de prezentarea unor forme de viață hibride situate între om și animal precum în povestirile O dare de seamă către o Academie și Metamorfoza.  Punctul de pornire al acestei povestiri ar putea fi un vis pe care Kafka îl înregistrase deja în propriul jurnal pe 29 octombrie 1911. Era vorba acolo de un măgar asemănător cu un câine, cu picioare înguste de om, care stătea întotdeauna în poziție verticală. Este de asemenea posibil ca imaginația lui Franz Kafka să fi fost stimulată de vizitele sale în circuri sau târguri în care erau expuși avortoni și astfel de creaturi bizare.
Povestirea „Divertisment” a fost scrisă în perioada decembrie 1916 - aprilie 1917 când Kafka locuia în căsuța de pe Alchimistengasse nr. 22 (actuala Zlatá ulička) din Praga, împreună cu sora lui, Ottla, și separat de părinții lui. Acea perioadă marchează o nouă fază de creativitate literară a lui Kafka în care au fost scrise, printre altele, majoritatea povestirilor incluse ulterior în volumul Ein Landarzt: Kleine Erzählungen (Kurt Wolff Verlag, München/Leipzig, 1919). Autorul lucra intens, iar perioada decembrie 1916 - aprilie 1917 poate fi considerată deosebit de productivă sub aspect literar, fiind scrise atunci multe alte povestiri.
Manuscrisul acestei povestiri se află în caietul D al Oktavhefte, ce cuprinde scrierile de la sfârșitul lui martie 1917 până la mijlocul lui aprilie 1917, perioadă în care au mai fost scrise povestirile „Der Nachhar” și „O dare de seamă către o Academie”, plus o mare parte din „Vânătorul Gracchus”. Prietenul autorului, Max Brod, a publicat-o postum în volumul Beim Bau der Chinesischen Mauer tipărit în 1931 de Gustav Kiepenheuer Verlag din Berlin (pp. 54-56), alături de alte 20 de povestiri și de o postfață („Nachwort”).

## Analiza textului
Mica bucată de proză este caracterizată prin propoziții scurte și clare. Perspectiva narativă a autorului conține la final o ruptură. Formulările corespund la prima vedere unui stil de comunicare liniștit, aproape instinctiv, între animal și copiii prietenoși. Animalul este drăguț și afectuos, iar copiii pun „cele mai neașteptate întrebări”. Animalului îi este atribuită o „ambiție [de a fi o ființă] umană” (în textul original „Menschenehrgeiz”). Cuvântul nu este unul potrivit. Nu este vorba de ambiție, ci de compasiune umană.
După aceste descrieri emoționante ale animăluțului credincios, ultimul paragraf al povestirii dezvăluie gândul uciderii sale de către stăpân ca un act de eliberare. Acum, afirmațiile anterioare din povestire dobândesc un nou înțeles. Chiar la început se spune că ochii animalului sunt „sălbatici și pâlpâitori”, iar blana este rară. Mai târziu se va face referire la aceeași piele, în care animalul pare să se simtă stingher.
„Cuțitul de măcelar” este o aluzie la o practică măcelărească rituală în religiile iudaică și islamică. Acest sfârșit înfricoșător este intensificat de nevoia animalului de a-i vorbi stăpânului cu „o privire aproape omenească” și de a implora uciderea sa. Această ucidere este numită „lucrul la care, trebuie să recunosc, ne gândim amândoi”. Naratorul nu poate și nu va efectua această faptă în memoria tatălui său.

## Interpretări
Se spune în povestire că acest animal că a fost moștenit de la tatăl naratorului. Astfel, naratorul nu l-a primit în mod deliberat de la tatăl lui, ci i-a fost transmis într-un mod ereditar. În schimb, această ființă, care-l încântă pe narator, dar îl face, de asemenea, trist și preocupat, compensează pe deplin acest lucru.
Acest amestec poate fi văzut ca un simbol pentru ceea ce tatăl i-a transmis în mod inconștient fiului, adică talentul artistic în cazul lui Kafka, dar și condiția de victimă. Animalul se dezvoltă într-un mod semnificativ numai atunci când este în stăpânirea unei ființe cu o gândire multilaterală precum naratorul. Este adevărat că Franz Kafka a moștenit talentul muzical de la mama sa, dar el s-a raportat întotdeauna doar față de tatăl său. Autorul își considera mama o ființă supusă și lipsită de autoritate, care acționa după cum îi cerea soțul ei. Prin urmare, el este întotdeauna numai fiul tatălui său, iar în scrierile sale caută mereu o legătură cu propriul tată (vezi, de asemenea, Scrisoare către tata și Verdictul). Scriitorul se considera o mixtură ciudată, rezultată din combinarea caracterelor părinților săi, după cum afirmă în celebra Scrisoare către tata: „Sunt un Löwy, având un oarecare fundament Kafka, dar mobilul meu nu e nici pofta de viață, nici pofta de cuceriri, caracteristică unui Kafka; mobilul meu acționează mai tainic, mai timid, mă îndrumă în altă direcție și adesea mă face mai vulnerabil, adică e un mobil de tip Löwy”. În această optică, acea creatură hibridă ar putea fi, de asemenea, o metaforă pentru diferitele trăsături umane pe care fiecare om le moștenește de la cei doi părinți.
O altă aluzie la moștenirea familială este menționarea „cuțitului de măcelar”. Bunicul autorului, Jacob Amschel Kafka (1814-1889), a fost un măcelar cașer din satul Wossek de lângă Strakonitz. Franz Kafka a respins această moștenire, afirmând într-o scrisoare din iunie 1920 către Milena Jesenská că a devenit vegetarian în 1909.
Așa cum acest animal îi oferă stăpânului profundă bucurie și satisfacție, dar și confuzie și dorință de moarte, aceste emoții îi însoțesc activitatea literară a lui Kafka. Și, deși este de multe ori dureros pentru el, el nu renunță la dorința de a scrie (el nu o ucide în sine), ci se agață de ea și îi atribuie un rol tot mai mare în viața lui, marcată prin perioade lungi de absență de la locul de muncă și prin lipsa unei relații serioase cu o parteneră. Autorul se considera el însuși un amestec de ființă socială (pisică) și de victimă (miel), asemănându-se cu un animal domesticit nevoit permanent să ceară favorurile familiei sale sau ale societății din carea făcea parte. Existența acestei dualități biologice cu trăsături contradictorii (blândețea mielului și rapacitatea pisicii) sugerează contradicțiile lăuntrice ale autorului care simte că nu-și găsește locul în societate și se consideră un străin. În ciuda acestui conflict interior, autorul respinge sfârșitul violent al existenței sale.
Creatura imaginară a lui Kafka a fost interpretată de unii critici ca un model al evreului asimilat, care, oricât de bine integrat ar fi în societatea germană, nu va ajunge să fie recunoscut niciodată ca german.

## Traduceri
Povestirea „Divertisment” a fost tradusă în mai multe limbi străine. Prima traducere în limba engleză a fost realizată de soții Edwin și Willa Muir și publicată în 1933 în volumul The Great Wall of China and Other Pieces, editat la Londra de Martin Secker (reeditat în 1946 de editura Secker and Warburg din Londra) și apoi în SUA în volumul de povestiri The Great Wall of China. Stories and Reflections, tipărit în 1946 de editura Schocken Books din New York în 1946.
În decursul timpului povestirea a fost tradusă și în alte limbi străine: franceză („Un divertissement”, în vol. Un divertissement, Éditions GLM (Guy Lévis Mano), Paris, 1938; traducere de Henri Parisot; ulterior au mai apărut alte două traduceri sub titlul „Un croisement”: o traducere efectuată de Marthe Robert a fost publicată în 1945 în revista L’Arche, nr. 12, decembrie 1945 - ianuarie 1946, și o altă traducere efectuată de André Tanner a fost publicată în 1950 în revista Pour l'art, anul III (1950), nr. 13, pp. 9-10.), cehă („Kříženec”, în revista Host do domu, Brno, anul IV (1957), nr. 8, p. 358; traducere de Josef Král), poloneză („Krzyżówka”, în revista Literatura na Świecie, Varșovia, nr. 2 (187), februarie 1987, pp. 19-21; traducere de Anna Wołkowicz), rusă („Ghibrid”, în vol. Rasskazî, Severo-Zapad, Sankt Petersburg, 1993; traducere de Natalia Kasatkina) etc.
O traducere în limba română a povestirii a fost realizată de Viorica Mircea și publicată în anul 1987 sub titlul „Divertisment” în antologia de proză fantastică Trenul de noapte, tipărită de Editura ASTRA din Brașov.